# Liste der Baudenkmale in Voltlage
In der Liste der Baudenkmale in Voltlage sind alle Baudenkmale der niedersächsischen Gemeinde Voltlage aufgelistet. Die Quelle der Baudenkmale ist der Denkmalatlas Niedersachsen. Der Stand der Liste ist der 10. September 2022.
Der Denkmalatlas ist in diesem Bereich noch nicht vollständig und wird in Zukunft weiter ausgebaut.

## Allgemein
In den Spalten befinden sich folgende Informationen:
- Lage: die Adresse des Baudenkmales und die geographischen Koordinaten. Kartenansicht, um Koordinaten zu setzen. In der Kartenansicht sind Baudenkmale ohne Koordinaten mit einem roten Marker dargestellt und können in der Karte gesetzt werden. Baudenkmale ohne Bild sind mit einem blauen Marker gekennzeichnet, Baudenkmale mit Bild mit einem grünen Marker.
- Bezeichnung: Bezeichnung des Baudenkmales
- Beschreibung: die Beschreibung des Baudenkmales. Unter § 3 Abs. 2 NDSchG werden Einzeldenkmale und unter § 3 Abs. 3 NDSchG Gruppen baulicher Anlagen und deren Bestandteile ausgewiesen.
- ID: die Objekt-ID des Baudenkmales
- Bild: ein Bild des Baudenkmales, ggf. zusätzlich mit einem Link zu weiteren Fotos des Baudenkmals im Medienarchiv Wikimedia Commons. Wenn man auf das Kamerasymbol klickt, können Fotos zu Baudenkmalen aus dieser Liste hochgeladen werden:

| Lage                                              | Bezeichnung                             | Beschreibung | ID       | Bild           |
| ------------------------------------------------- | --------------------------------------- | --- | -------- | -------------- |
| Fürstenauer Straße 22 52° 27′ 33″ N, 7° 44′ 18″ O | Hof Husmann (Wohn-/ Wirtschaftsgebäude) | Traufständiges Haupthaus eines Vollerbenhofes, Hallenhaus in Zweiständerbauweise, Außenwände bis auf die verziegelte vordere rechte Traufseite in Fachwerk, Satteldach, Wirtschaftsgiebel mit dreifacher Knaggenvorkragung von 1773 (i), Wohngiebel mit zweifacher flacher Vorkragung von 1804 (i). | 41430376 | BW             |
| Fürstenauer Straße 52° 26′ 54″ N, 7° 44′ 51″ O    | Pieta                                   | Westlich der Straße gelegene Pieta, Sandstein, Sockel mit Kartusche, geflügeltem Engelskopf und verwitterter Inschrift, gefertigt und aufgestellt um 1749 (i). | 41430391 | BW             |
| Fürstenauer Straße 52° 26′ 38″ N, 7° 44′ 55″ O    | Overbergklause                          | Westlich der Straße gelegene, neugotische Wegekapelle, Ziegelbau, 1904 (i) anlässlich des 150. Geburtstags des Pädagogen Bernhard Heinrich Overberg errichtet. Im Inneren der Altar mit Skulptur der Heiligen Familie. | 41430493 | BW             |
| Fürstenauer Straße 52° 26′ 39″ N, 7° 44′ 55″ O    | Overbergklause (Kruzifix)               | Nördlich der Overbergklause gelegenes Kruzifix aus Sandstein, Postament mit Inschrift und aufgesetztem Kruzifix, gestiftet 1871 von Franz Meyer. Gestaltet vom Bildhauer Bergmann aus Osnabrück. | 48793457 | BW             |
| Fürstenauer Straße 52° 26′ 21″ N, 7° 45′ 6″ O     | Der Hilgenstieb (Heiligenbildstock)     | Östlich der Hauptstraße gelegener Bildstock, Reliefdarstellung der Heilige Familie auf Wanderschaft, Sandstein auf erneuertem Postament, errichtet ursprünglich 1749 (i) im Höckeler Kirchweg. 1997 hierher versetzt und durch Bildhauer Stall aus Fürstenau überarbeitet. | 41608483 | Weitere Bilder |
| Hauptstraße 12 - 14 52° 25′ 48″ N, 7° 44′ 39″ O   | Haus Höveler (Wohnhaus)                 | Herrenhausähnliches Gebäude, welches aus zwei Bauteilen besteht. Der Haupttrakt im Süden als wuchtiger, annähernd quadratischer, zweigeschossiger verputzter Bruchsteinbau mit Satteldach, Südwestgiebel als Schaufassade ausgebildet, mit Hausteineckquadern und gesimsgegliedertem Volutengiebel, Öffnungen mit Sandsteinrahmung, über der mittigen Tür im Giebel sehr stark verwitterte Sandsteintafel mit Datierung um 1680 (?). An den Fachwerkrückgiebel nach Norden ein ehemaliger Wirtschaftsteil anschließend, in den Proportionen eines Vierständerbaus, Satteldach, errichtet 1698 (i). Die Erdgeschoßwände massiv und verputzt, mit erneuerten Öffnungen. Im Hahnenbalken weitere Inschrift „Erneuert 1952“. Aus dieser Zeit im oberen Giebeldreieck drei Holzreliefs mit szenischen Darstellungen. Zur Anlage gehört weiterhin die erhaltene Bruchsteineinfriedung zur Hauptstraße und südlich des ehemaligen Gartengrundstücks. | 41430316 | BW             |
| Küsterstraße 28 52° 26′ 1″ N, 7° 44′ 29″ O        | Pfarrhaus                               | Traufständiges Querdielenhaus als verputzter Bruchsteinbau mit sandsteingerahmten Öffnungen, Satteldach, erbaut um 1865 für Pastor Husman. Straßenseitig ein jüngeres Kruzifix aus den 1950er Jahren. | 41430361 | BW             |
| Mersch/Ecke Brink 52° 24′ 50″ N, 7° 43′ 21″ O     | Hof Tebbe (Wegekreuz)                   | Südlich der Straße gelegenes Wegekreuz, Kruzifix auf Postament mit Inschrift, Naturstein, errichtet 1950 im Auftrag der Familie Wrocklage. | 41430361 | BW             |
| Overbergstraße 52° 25′ 48″ N, 7° 44′ 45″ O        | St. Katharina (Kirche)                  | Saalkirche, rundbogige Fenster, Halmwalbdach, errichtet 1753, unter Einbeziehung des quadratischen Westturms mit Tonnengewölbe von um 1200. Das Innere tonnengewölbt, die Innenwände durch Arkaden gegliedert, darüber umlaufendes Gesims. Nahezu vollständige Barockausstattung erhalten, darunter drei Altäre, Taufstein von 1724 und Kanzel von 1690. Figürlicher Baldachinaltar von J.H. König (Münster) als Nachbildung des Telgter Gnadenbildes. Orgel von 1696 als Werk von Hinrich Clausing (Herford). Weiterhin Figuren, Altarbild und Kronleuchter des 18. Jh erhalten. | 38058975 | Weitere Bilder |
| Overbergstraße 52° 25′ 47″ N, 7° 44′ 47″ O        | St. Katharina (Einfriedung)             | Kirche und Friedhof umlaufend begrenzende Einfriedungs- und Stützmauer, Bruchsteinmauerwerk mit Freitreppe im Westen als Zugang zur erhöht gelegenen Gruppe von Kirche und Friedhof, errichtet ursprünglich um 1800. Im Nordwesten und Südosten teils neu gestaltet. | 41609156 | BW             |
| Recker Straße 52° 25′ 35″ N, 7° 44′ 35″ O         | Pieta                                   | Östlich der Hauptstraße gelegener Bildstock, Sandsteinplastik der Pieta auf Sandsteinpostament mit Bibelvers (Jer. 1,12) und Widmungsinschrift mit Datierung, errichtet 1862 (i). Der Baldachin aus Beton jünger. | 41430551 | BW             |
| Recker Straße 52° 25′ 16″ N, 7° 44′ 16″ O         | Prozessionsstation I                    | Östlich der Hauptstraße gelegener Bildstock, Reliefdarstellung der Ölbergszene auf Postament mit darauf bezüglicher Inschrift (Lk 22,44), errichtet 1867 (i) als I. Station des Schmerzhaften Rosenkranzes. Um 2000 bildhauerisch überarbeitet, der Giebel rekonstruiert. | 41430508 | BW             |
| Recker Straße 52° 25′ 10″ N, 7° 44′ 7″ O          | Prozessionsstation II                   | Östlich der Hauptstraße gelegener Bildstock, Reliefdarstellung der Geißelung Jesu in Dreipassnische auf Postament mit Inschrift, errichtet 1869 (i) als II. Station des Schmerzhaften Rosenkranzes. Um 2000 bildhauerisch überarbeitet. | 41430522 | BW             |
| Recker Straße 52° 25′ 6″ N, 7° 43′ 58″ O          | Prozessionsstation III                  | Östlich der Hauptstraße gelegener Bildstock, Relief des sitzenden dornengekrönten Jesu in Dreipassnische auf Postament mit Inschrift, errichtet 1869 als III. Station des Schmerzhaften Rosenkranzes. Um 2000 bildhauerisch überarbeitet. | 41430580 | BW             |
| Recker Straße 52° 24′ 57″ N, 7° 43′ 43″ O         | Wegekreuz                               | Südlich der Straßenkreuzung gelegenes Wegekreuz, Kruzifix auf Postament mit Inschrift, aufgestellt 1866 (i) von der Gemeinde Weese und ursprünglich als V. Station des Schmerzhaften Rosenkranzes genutzt. | 41430418 | BW             |
| Recker Straße 52° 24′ 51″ N, 7° 43′ 45″ O         | Prozessionsstation IV                   | Östlich der Hauptstraße gelegener Bildstock, Reliefdarstellung des kreuztragenden Jesus in Dreipassnische auf Postament mit Inschrift (Joh.19, 17), errichtet 1869 als IV. Station des Schmerzhaften Rosenkranzes. Bildhauerisch 1996 überarbeitet. | 41430404 | BW             |
| Recker Straße 52° 24′ 44″ N, 7° 43′ 34″ O         | Prozessionsstation V                    | Östlich der Hauptstraße und südlich von Station IV gelegener Bildstock, Reliefdarstellung der Kreuzigungsgruppe in Dreipassnische auf Postament mit Inschrift (2. Tim. 2, 8), errichtet 1869 als V. Station des Schmerzhaften Rosenkranzes. Bildhauerisch 1996 überarbeitet. | 41430566 | BW             |